# Bolton Wanderers Football Club
El Bolton Wanderers Football Club és un club de futbol anglès, de la ciutat de Bolton a Gran Manchester. Actualment juga el League One

## Història

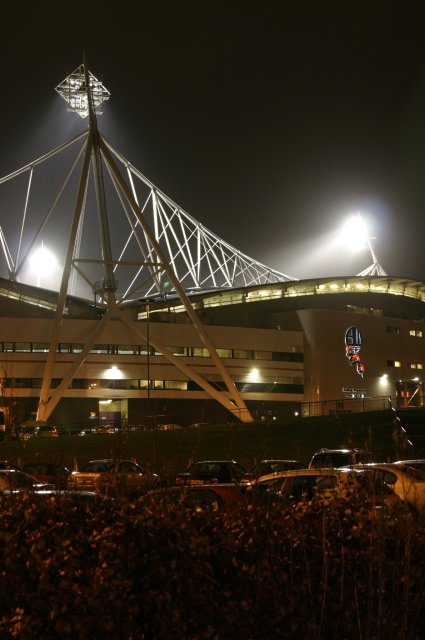
Estadi Reebok

El Bolton Wanderers F.C., va ser fundat el 1874 amb el nom de Christ Church Sunday School. El 1877, el club trencà amb l'església de la qual depenia i formà el Bolton Wanderers. Durant 18 anys el club no tingué camp propi. Inicialment rebien el nom dels reds, perquè duien samarretes arlequinades vermell i blanques. Cap al 1880 el club jugà amb samarretes blanques amb taques vermelles. Fou un dels membres fundadors de la Football League el 1888. La seva època daurada la visqué els anys 20, amb una sèrie de tres copes seguides. Un dels millors jugadors de l'època fou el gran David Jack. El 1946 sofrí la desgràcia de Burnden Park, on moriren 33 persones. Altres grans jugadors d'èpoques posteriors foren Nat Lofthouse i Stanley Mathews. Burnden Park fou el seu estadi durant molts anys, però l'1 de setembre de 1997 inaugurà el seu nou estadi anomenat Reebok Stadium, ara conegut com a University of Bolton Stadium.

## Jugadors destacats
- 1880s: James Cassidy (1889)
- 1900s: Joe Smith (1908)
- 1910s: Ted Vizard (1910)
- 1920s: Alec Finney (1920), David Jack (1920)
- 1940s: Nat Lofthouse (1946)
- 1950s: Roy Hartle (1952), Eddie Hopkinson (1956)
- 1960s: Francis Lee (1960), Roy Greaves (1967)
- 1970s: Peter Reid (1974), Frank Worthington (1978)
- 1980s: Brian Kidd (1980), Steve Thompson (1982), Julian Darby (1985)
- 1990s: Alan Stubbs (1990), Andy Walker (1992), Jason McAteer (1992), John McGinlay (1992), Owen Coyle (1993), Mixu Paatelainen (1994), Guðni Bergsson (1995), Per Frandsen (1996), Eiður Guðjohnsen (1998), Claus Jensen (1998)
- 2000s: Michael Ricketts (2000), Bruno N'Gotty (2001), Youri Djorkaeff (2002), Jay Jay Okocha (2002), Fernando Hierro (2004), Hidetoshi Nakata (2005)

## Colors
L'uniforme tradicional del Bolton Wanderers és samarreta blanca amb pantalons blaus, tot i que de vegades llueix pantaló blanc. En els seus inicis el color principal del club fou el vermell. Així fou conegut com els vermells (the reds) per les seves samarretes arlequinades vermell i blanques. El club adoptà el color blanc cap al 1880, tot i que mantingué inicialment els detalls vermells.

## Palmarès
- 4 Copa anglesa: 1922-23, 1925-26, 1928-29, 1957-58
- 3 Lliga anglesa de Segona Divisió: 1908-09, 1977-78, 1996-97
- 2 Lliga anglesa de Tercera Divisió/League One: 1972-73, 2016-17
- 1 Community Shield: 1958
- 1 Football League Trophy: 1988-89